# セイクレッド・ライク
セイクレッド・ライク（Sacred Reich）は、アメリカ合衆国出身のヘヴィメタル・バンド。
同国のスラッシュ第二世代として台頭した、「フロットサム・アンド・ジェットサム」らと並ぶアリゾナ産スラッシュメタル・バンドの一つ。一度解散したが、2006年に活動を再開した。
（※日本ではそれぞれの解釈で「セイクリッド」「ライチ」「ライヒ」とも表記され混在している。本項では、欧米各媒体の発音を参考に「セイクレッド・ライク」表記に準拠する）

## 概要・略歴

### 結成から解散まで（1985年 - 2000年）

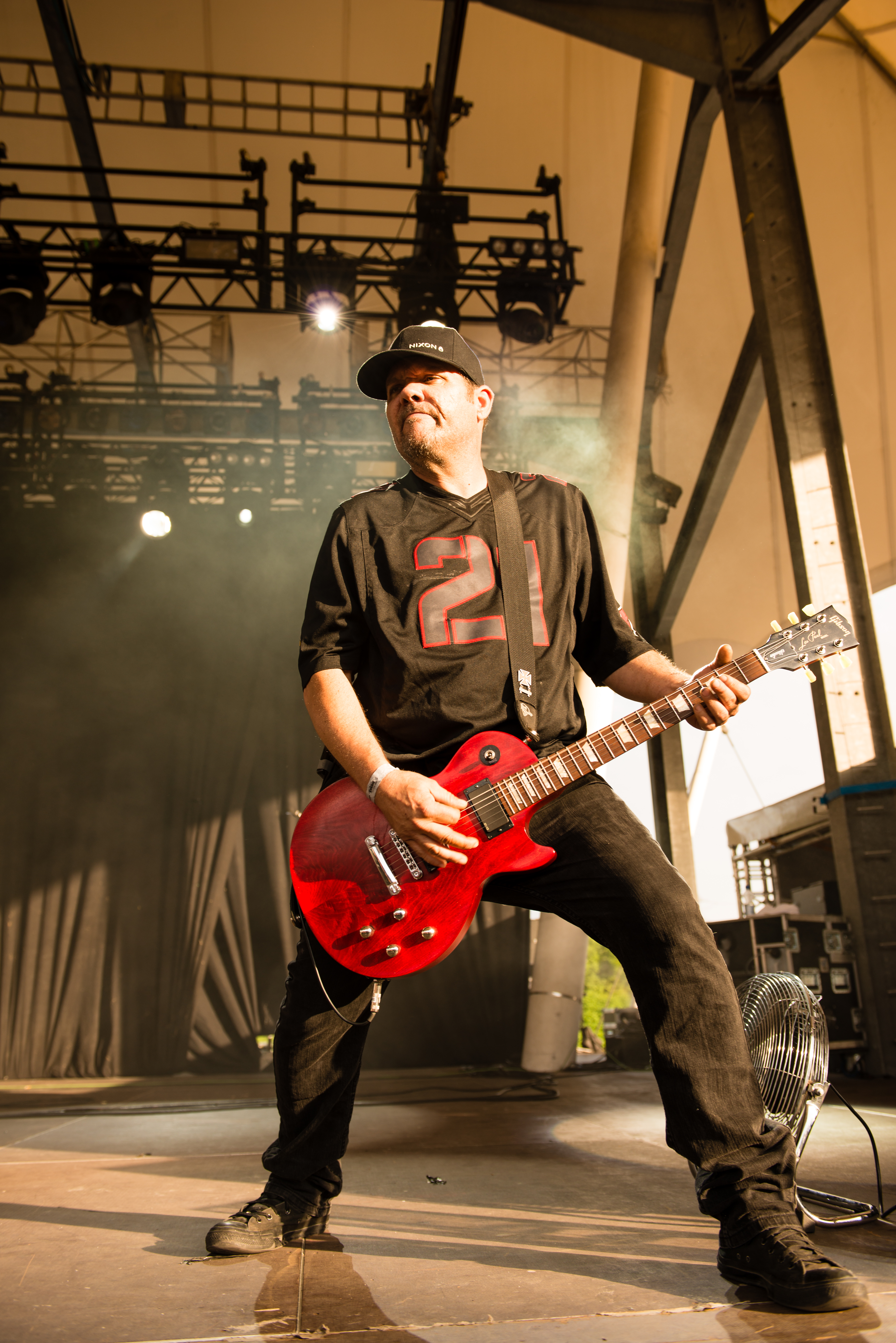
創設者 ジェイソン・レイニー(G) 2014年

1985年、ジェイソン・レイニー(G)らを中心に、アリゾナ州フェニックスで結成。その後に変遷を経て、フィル・ラインド(Vo/B)、グレッグ・ホール(Ds)が合流しデモを制作。翌1986年にワイリー・アーネット(G)が加入し陣容が固まる。フィルは、同郷のスラッシュメタル・バンド「フロットサム・アンド・ジェットサム」と交流があり協力する事もあった。
1987年、新興レーベル「メタル・ブレイド・レコーズ」から1stアルバム『Ignorance』でデビュー。ほぼ間を置かずに、EP作品(1988年/1989年）や2ndアルバム『The American Way』(1990年）と、コンスタントにリリースを重ねる。
1990年代以降になると、グランジやグルーヴ・メタルのジャンルが台頭。当バンドもその流れに合わせたように、音楽性を変化させていった。
1991年、大手レーベル「ハリウッド・レコード」に移籍し、EP作品をリリース。ここでグレッグ・ホールは脱退してしまい、デイヴ・マクレイン(Ds)に交代する。
1993年、3rdアルバム『Independent』を発表。しかしセールスは芳しくなく短期で契約解消され、「メタル・ブレイド・レコーズ」に出戻る。
1995年、デイヴ・マクレインが、当時高い評価を集めていたヘヴィメタル・バンド「マシーン・ヘッド」に参加のため脱退。翌年グレッグ・ホールが5年ぶりに復帰し、デビュー時ラインナップが復活した。
1996年、4thアルバム『Heal』をリリース。
1998年頃から次作に着手しようとするも、バンドは既に末期状態に陥っており2000年に活動停止した。

### 再始動後（2006年 - 現在）
2006年、翌年夏からの欧州ツアー開催と再始動を公表。以降、ライブに特化した活動に専念する。
2012年、オフィシャルとしては15年ぶりのライブ・アルバム『Live at Wacken』をリリース。
2017年、デビュー30周年を記念した、欧州ツアーおよび21年ぶりの北米ツアー開催を公表。

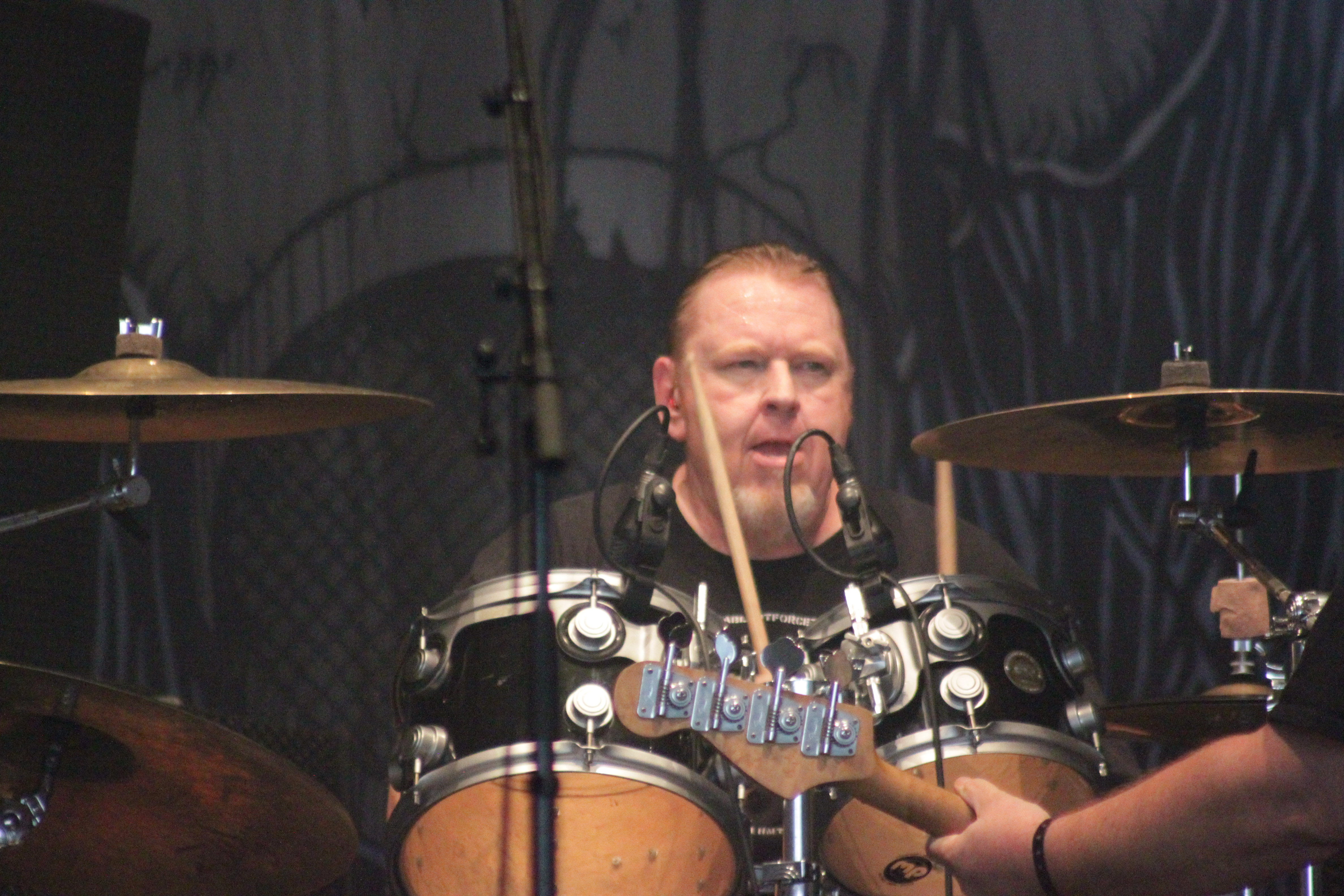
グレッグ・ホール(Ds) (2016年)

2018年、長年在籍したグレッグ・ホールが降板。後任に、デイヴ・マクレインが23年ぶりに復帰。
2019年2月、創設メンバー ジェイソン・レイニーが脱退。新たにジョーイ・ラジヴィルを後任に迎えて、23年ぶりの5thアルバム『Awakening』をリリース。
2020年3月16日、レイニーが心臓発作のため53歳で急死。

## スタイル
初期の頃は荒削りなクロスオーバー・スラッシュ的サウンドでプレイしていたが、その反面 ポリティカル問題をテーマにした歌詞を信条としていた。1980年代末期頃にはサウンドも洗練されていく。
1990年代に入るとグルーヴ・メタル等がムーブメントになる。バンドは2ndアルバム『The American Way』(1990年）において、既にミッドテンポのサウンドも垣間見せており、牽引していた「メタリカ」「パンテラ」らに追従していった。

## メンバー
※2019年1月時点

### 現ラインナップ
- フィル・ラインド (Phil Rind) - ボーカル/ベース (1985 - )
- ワイリー・アーネット (Wiley Arnett) - リードギター (1986 - )
- デイヴ・マクレイン (Dave McClain) - ドラムス (1991 - 1995, 2018 - )
- ジョーイ・ラジヴィル (Joey Radziwill) - リズムギター (2019 - )

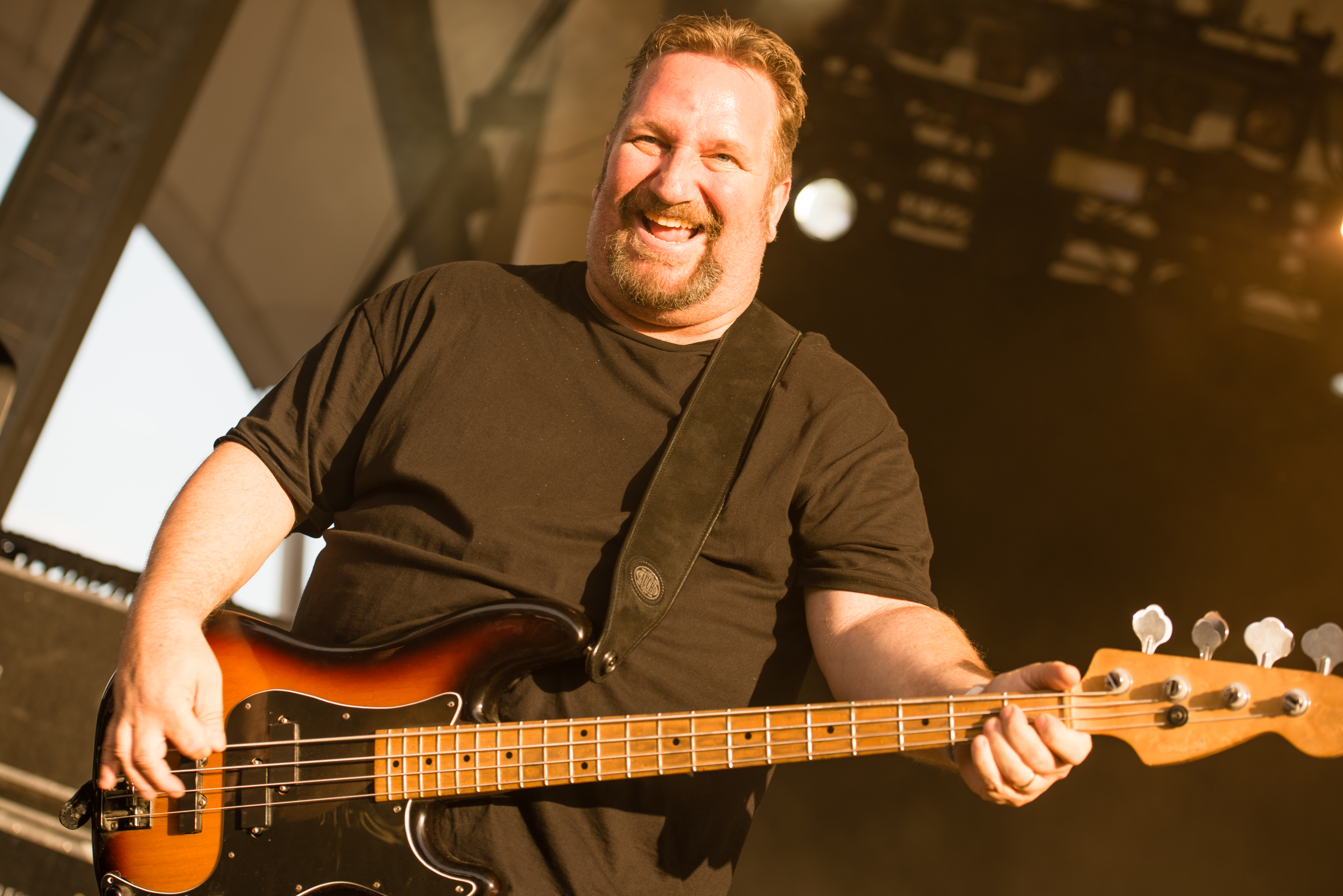
フィル・ラインド(Vo/B) 2014年
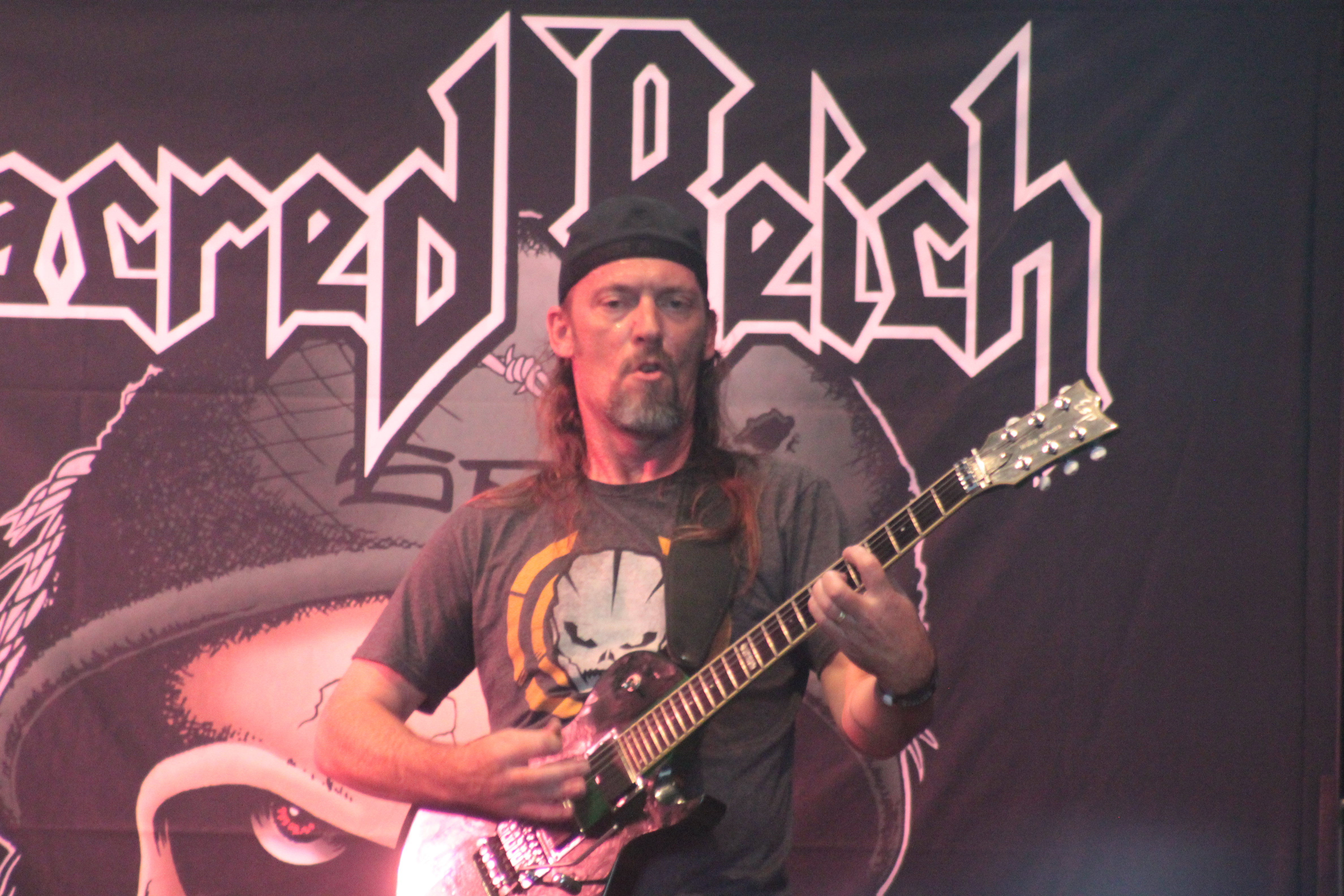
ワイリー・アーネット(G) 2016年
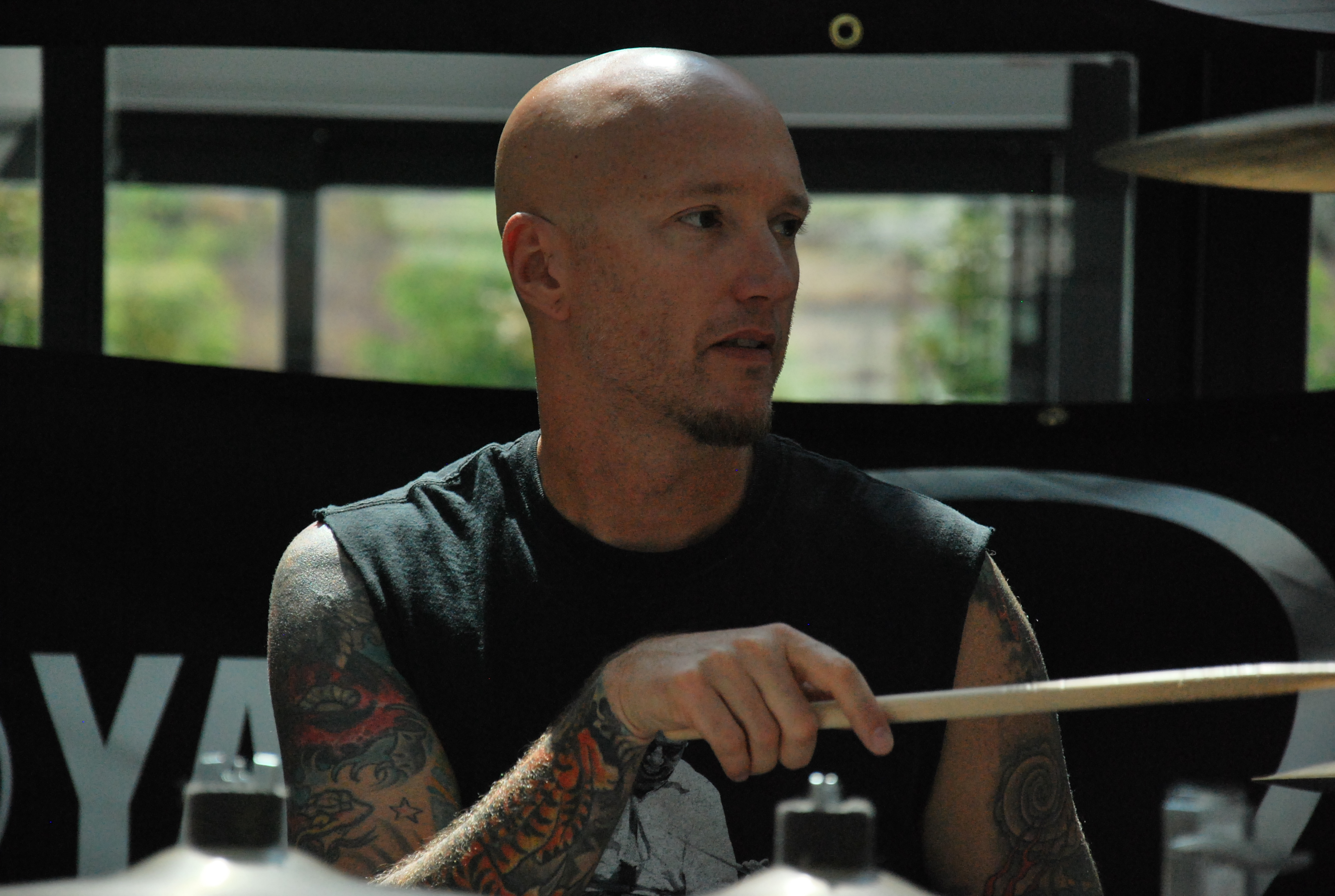
デイヴ・マクレイン(Ds) 2010年

### 旧メンバー
- ダン・ケリー (Dan Kelly) - ボーカル (1985 - 1986)
- ジェフ・マルティネック (Jeff Martinek) - リードギター (1985 - 1986) ♱RIP. 2018
- ジェイソン・レイニー (Jason Rainey) - リズムギター (1985 - 2019) ♱RIP. 2020
- マイク・アンドレ (Mike Andre) - ベース (1985)
- レイ・ネイ (Ray Nay) - ドラムス (1985)
- グレッグ・ホール (Greg Hall) - ドラムス (1985 - 1991, 1996 - 2018)

## ディスコグラフィ
オリジナル・アルバム
- Ignorance - イグノランス (1987)
- The American Way - アメリカン・ウェイ (1990)
- Independent - インディペンデント (1993)
- Heal - ヒール (1996)
- Awakening - アウェイキング (2019)

EP/ミニアルバム
- Surf Nicaragua - サーフ・ニカラグア (1988)[9]
- Alive at the Dynamo (1989)
- A Question (1991)

ライブ・アルバム
- Still Ignorant - (1987-1997) Live (1997)
- Live at Wacken (2012)

コンピレーション
- Ignorance & Surf Nicaragua EP BOX (2007)